# Aeneas

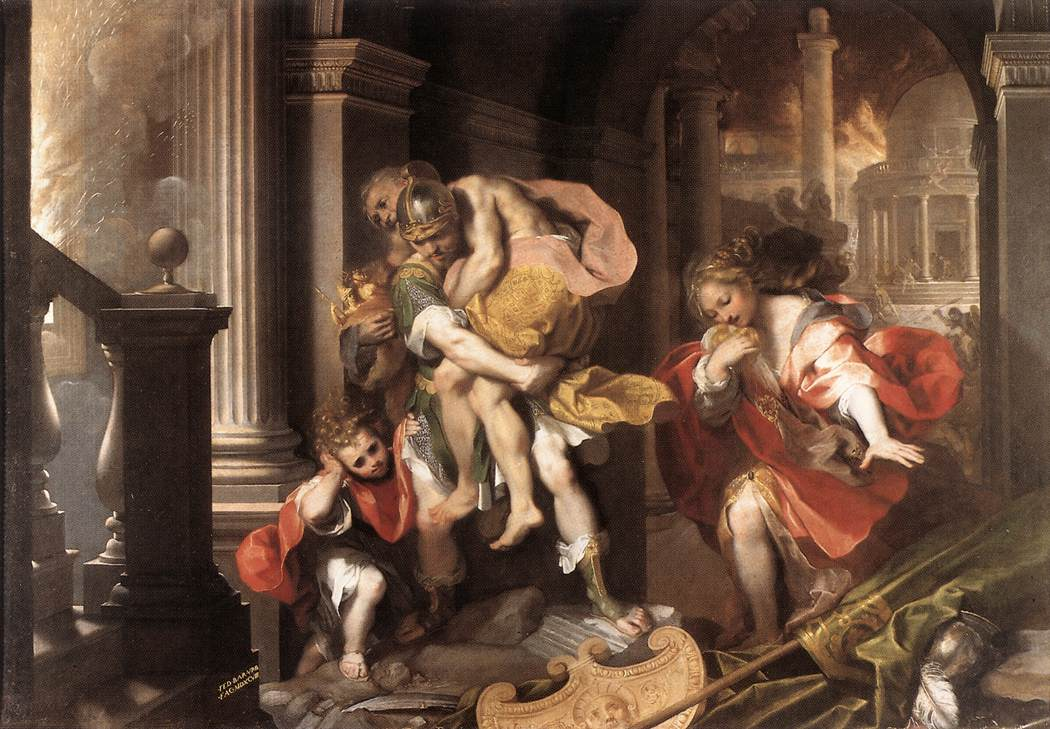
Aeneas chạy khỏi thành Troia đang bốc cháy, Federico Barocci, 1598

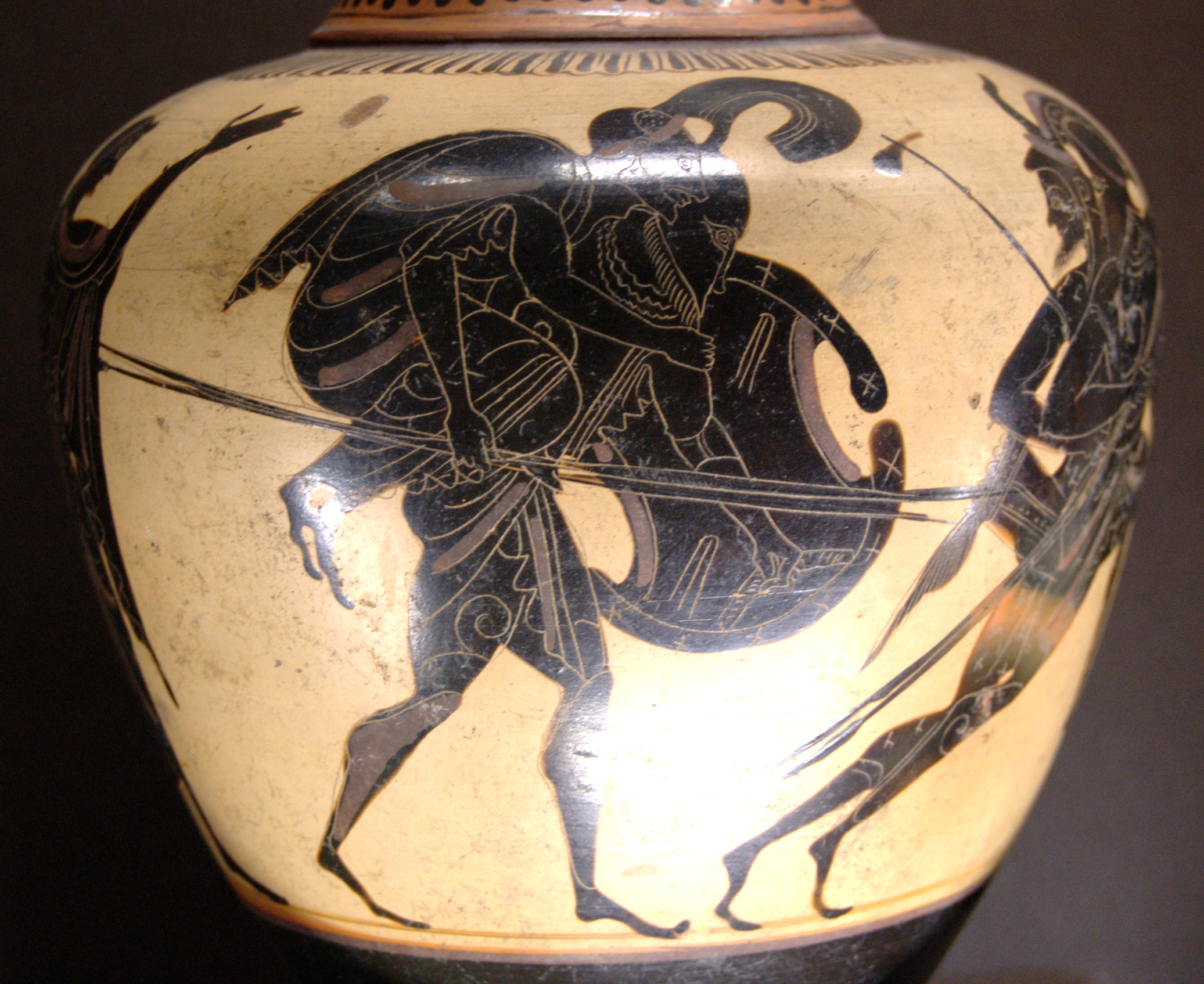
Aeneas đang vác cha mình Anchises ca. 520-510 TCN, Louvre (F 118)

Trong thần thoại Hy Lạp, Aeneas (tiếng Hy Lạp: Αἰνείας, Aineías; phát âm như I-ni-át) là một anh hùng của thành Troia, là con trai của Anchises và nữ thần tình yêu Aphrodite (Venus trong thần thoại La Mã). Cha của ông là anh em họ của vua Priam của thành Troia. Cuộc hành trình của Aeneas từ Troia, (do Aphrodite chỉ dẫn) điều đã dẫn đến sự thành lập Roma, được đề cập đến trong sách Aeneid của Virgil. Đồng thời Aeneas cũng là nhân vật trong truyện Iliad của Homer và trong một vở kịch Troilus and Cressida của William Shakespeare.

## Thần thoại
Trong Iliad, Aeneas là lãnh đạo của người Dardan (đồng minh của Troia) và là một trong những chỉ huy cao cấp dưới quyền Hector, con của vua Priam. Trong các bài thơ, mẹ của Aeneas là Aphrodite, vị thần thường xuyên giúp đỡ anh tại trận địa; ông cũng được cả Apollo yêu mến. Aphrodite và Apollo cứu Aeneas thoát khỏi Diomedes xứ Argos, người gần như đã giết được anh, và mang anh tới Pergamos để chữa trị. Ngay cả Poseidon, vị thần hay thiên vị người Hy Lạp, cũng tới cứu anh khi anh đã gục ngã trước Achilles, và ông cho rằng Aeneas, dù chỉ là một nhánh phụ của gia đình hoàng gia, đã được định trước là vua của những người Troia.
Trong quyển đầu tiên của bộ Aeneid, Aeneas là một trong những người ít ỏi không bị giết hay bị bắt làm nô lệ khi Troia thất thủ. Khi người Hy Lạp cướp phá Troia, Aeneas, sau khi nghe các vị thần ra lệnh, đã bỏ chạy khỏi Troia đem theo một nhóm người, thường hay được gọi là các Aenead, những người sau khi đến Ý và trở thành tổ tiên của những người La Mã. Các Aenead bao gồm người thổi kèn trompet Misenus, cha của anh Anhchises, bạn của anh Achates, Sergestus và Acmon, thầy lang Iapyx, và con trai của anh Ascanius. Anh ta còn mang theo Lares và Pentates, hai bức tượng thần giữ nhà của Troia, đến Ý.

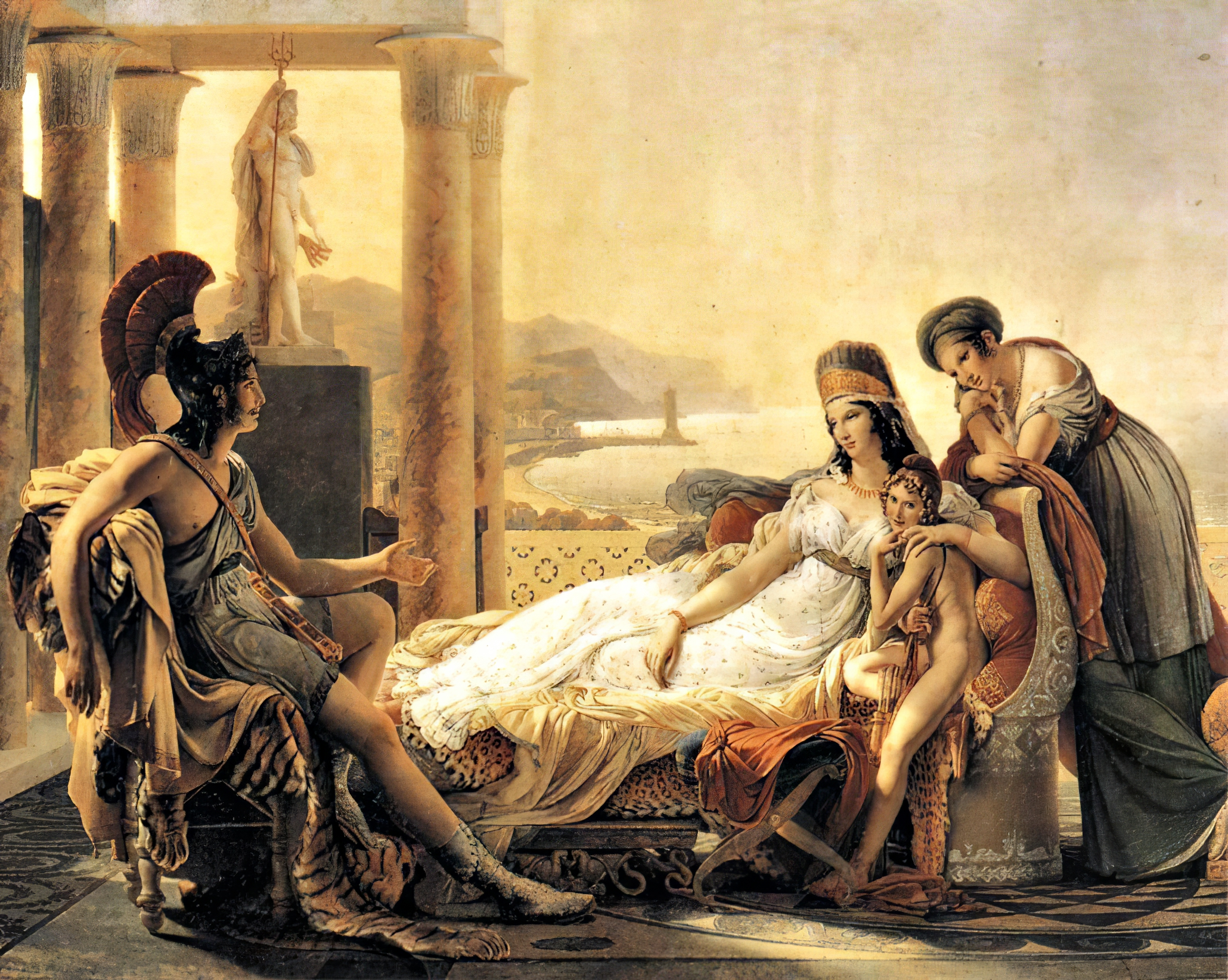
Aeneas kể cho Nữ hoàng Didon nghe về sự thất thủ của Troia, họa sĩ Pierre-Narcisse Guérin

(Từ chỗ này, thần thoại Hy Lạp sẽ nhường chỗ cho thần thoại La Mã, vì vậy tên của các vị thần La Mã sẽ được sử dụng).
Sau một khoảng thời gian bình yên ngắn ngủi, một cơn bão dữ dội giáng xuống đoàn người của Aeneas và thủy thủ đoàn của anh theo yêu cầu của nữ thần Juno. Aeneas và thủy thủ đoàn buộc phải cập cảng Carthage. Aeneas có một mối quan hệ ngắn ngủi với nữ hoàng Carthage là Didon, người đề nghị các người Troia ở lại Carthage và Aeneas sẽ cùng cai trị với Didon. Một lần nữa, việc này được cho là ý muốn của Juno, người đã được tiên báo rằng con cháu của những người Troia (ở đây là đoàn người của Aeneas) sẽ tiêu diệt thành phố Carthage ưa thích của bà. Tuy nhiên Jupiter và Venus lại gửi vị thần báo tin Mercury đến nhắc nhở Aeneas không quên định mệnh của mình, nên anh đã rời Carthage một cách bí mật và tiếp tục hành trình. Khi Didon biết chuyện, bà ra lệnh thuộc hạ của mình xây dựng cho bà một dàn thiêu, đứng trên đó, nguyền rủa con cháu của bà (Carthage) và con cháu của Aeneas (Roma) sẽ mãi mãi là kẻ thù; sau đó bà tự sát bằng một con dao rồi ngã vào lửa trên chính dàn thiêu ấy. Về sau khi đi đến Hades, Aeneas gọi linh hồn của bà, nhưng Didon không thèm trả lời cũng như tỏ vẻ nhận ra Aeneas.

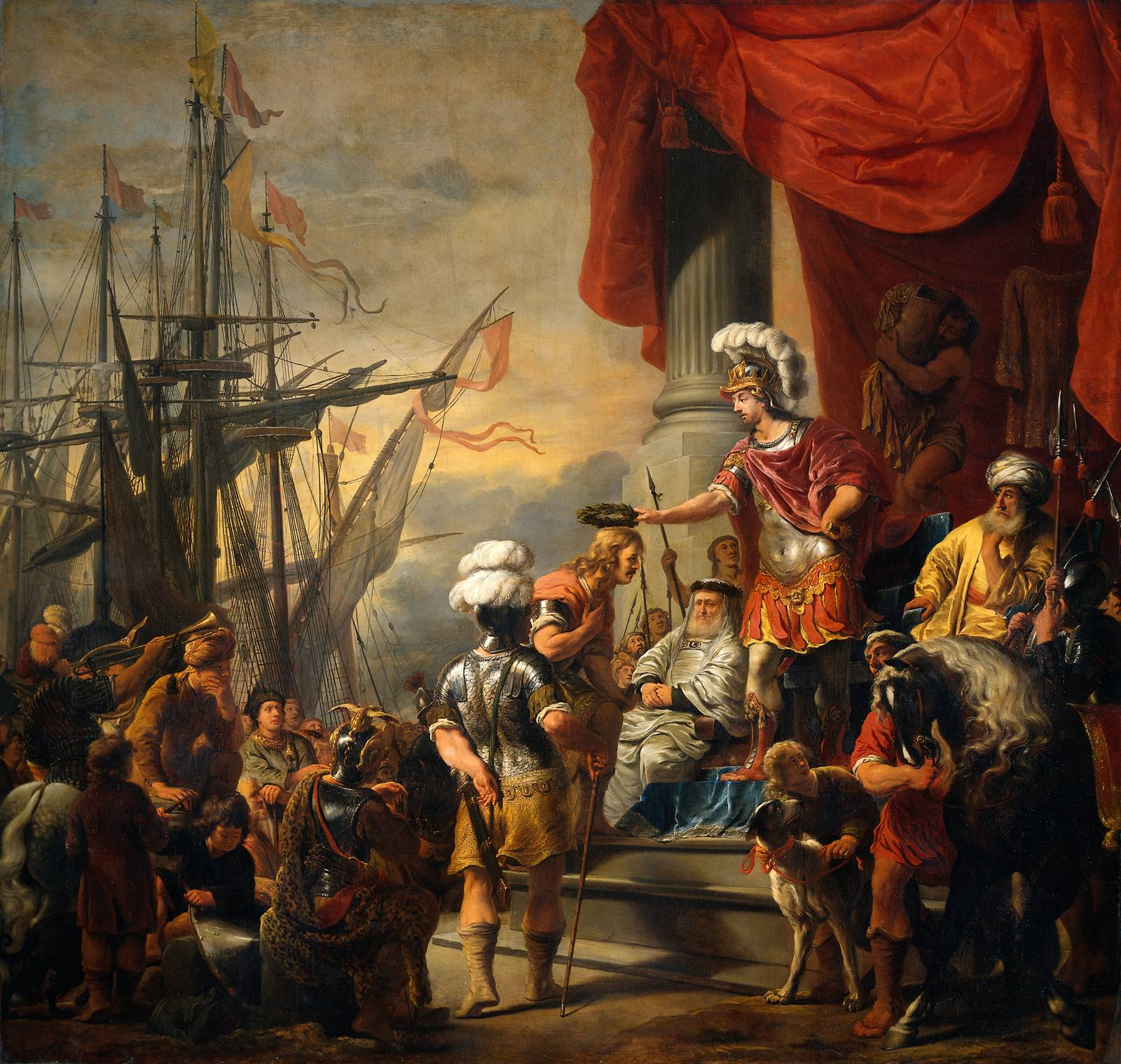
Aeneas được vua vùng Latium chào đón

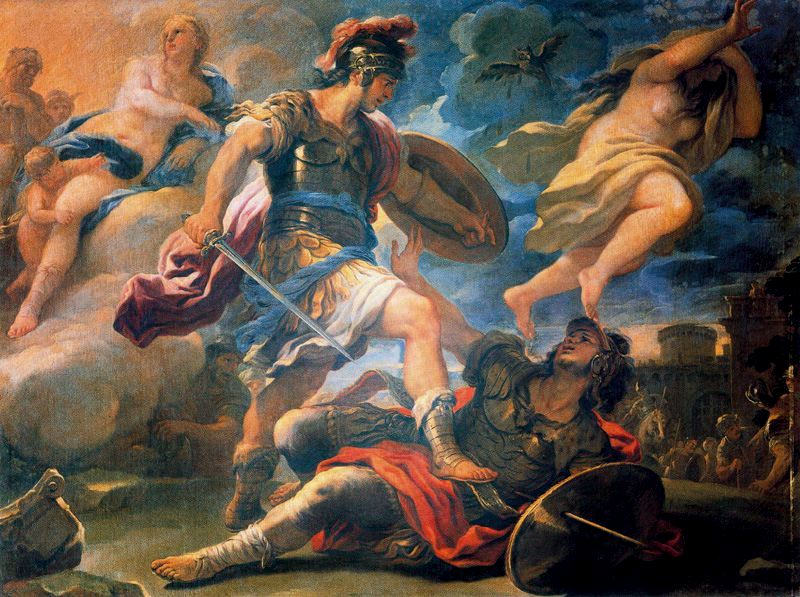
Aeneas chiến thắng Turnus, vua vùng Rutuli

Đoàn người của Aeneas đã dừng chân tại đảo Sicilia giữa cuộc hành trình. Trước khi đi đến Carthage, Achaemenisdes, một trong những thủy thủ bị bỏ lại của Odysseus, đã gia nhập họ. Sau Carthage, những người Troia này quay trở lại Sicilia và được chào đón bởi Acestes, một vị vua bản xứ và là con trai của dòng sông Crinisus và một phụ nữ Dardan (dân tộc của Aeneas).
Ngay khi đến Ý, Aenas gây chiến với thành phố Falerii. Latinus, vua của vùng Latium, chào đón đoàn người của Aeneas và những chiến binh thành Troia lưu vong và cho họ tái định cư tại Latium. Con gái của ông, Lavinia, vốn dĩ đã được hứa hôn cho Turnus, vua của Rutuni, như Latinus nhận được một lời sấm rằng Lavinia sẽ cưới người khác đến từ một xứ khác, chính là Aeneas. Latinus làm theo lời sấm này; và cộng thêm bị Juno xúi giục (Juno vốn dĩ là vị thần vun vén cho Tarchon của người Etrusca và Nữ hoàng Amata của Latin), Turnus gây chiến với Aeneas. Theo Livy Aeneas chiến thắng và bắt giữ toàn bộ người của Turnus nhưng latinus lại chết trận. Aeneas thành lập thành phố lavinium, được đặt tên theo Lavinia (lúc nảy đã là vợ của anh). Về sau, Aeneas còn chào đón cả em gái của Dido là Anna Perenna, nhưng về sau Anna lại bị buộc phải tự sát dưới cơn ghen của Lavinia.
Sau khi Aeneas chết, mẹ của anh Venus cầu xin Jupiter làm cho anh bất tử. Jupiter đồng ý và vị thần sông Numicius đã thanh tẩy mọi thứ trần tục của Aeneas và Venus cho anh dùng Ambrosia (thức ăn của các vị thần) và Nectar (rượu của các vị thần) để biến anh thành giống bà, trở thành một vị thần. Aeneas trở thành thần Jupiter Indiges. Dưới ảnh hưởng của James Frazer, vài người cho rằng Aeanas vốn là một vị thần kiểu chết đi rồi lại tái sinh (life-death-rebirth deity)

## Gia đình và con cháu theo thần thoại
Xem thêm: Julius Caesar,dòng họ Juilian, dòng tộc Julii-Caesares.
Aeneas có một gia phả rộng rãi. Vú nuôi của anh là Caieta, và anh là cha của Ascanius (với Creusa), và Silvius với Lavina. Người thành lập, còn được biết đến với tên Iulus (hay Julius), Alba Longa và là vị vua đầu tiên của một chuỗi các vị vua là con trai Ascanius của Aeneas (Iulus, Julius là tên khác của Ascanius). Theo thần thoại do Virgil kể lại trong Aeneid, Romulus và Remus đều là con cháu của Aeneas qua mẹ của họ là Rhea Silvia, điều này khiến cho Aeaneas là tổ tiên của người La Mã. Vài nguồn  còn gọi anh (Aeneas) là cha hoặc ông, nhưng, xét cho kỹ về năm (được chấp nhận rộng rãi) Troia thất thủ (1184 TCN) và năm Roma được thành lập, 753 TCN, thì việc trên có vẻ không thuận nhau cho lắm.
Dòng họ Juilian của La Mã (nổi tiếng với Julius Caesar và Augustus), tự cho rằng khở nguồn của họ là từ Ascanius và Aeneas, vì vậy nên họ là con cháu của nữ thần Venus. Và cả triều đại thần thoại Palemonids của Lithuania và Ruthenia cũng (được viết là) cũng lên đòi điều này (có cùng một xuất phát với gia tộc Jiulian, con cháu của Venus). Những vị vua thần thoại của Anh Quốc cũng lên tiếng nói rằng họ có quan hệ với Aeneas từ cháu của ông Brutus.

## Những nguồn tư liệu cổ điển
- Homer, Iliad II, 819-21; V, 217-575; XIII, 455-544; XX, 75-352;
- Apollodorus, Bibliotheke III, xii, 2;
- Apollodorus, Epitome III, 32-IV, 2; V, 21;
- Virgil, Aeneid;
- Ovid, Metamorphoses XIV, 581-608;
- Ovid, Heroides, VII.
- Livy, Book 1

## Aeneas trong văn hóa hiện đại

### Điện ảnh
Ít phim làm về Aeneas, bộ phim gần đây nhất có sự xuất hiện của Aeneas là Troy (2004). Ở đó Aeneas (do Frankie Fitzgerald thủ vai) xuất hiện ở cuối phim, khi Troia đang bị người Hy Lạp cướp phá. Hoàng tử của Troia là Paris chặn anh lại khi anh đang bỏ chạy, hỏi anh tên anh, và sau đó giao cho anh thanh kiếm của Troia (Sword of Troia) và nói Aeneas hãy đem theo những người còn sống sót chạy khỏi Troia và "miễn là thanh kiếm của Troia còn năm trong tay của một người Troia, khi đó dân tộc sẽ còn hy vọng".

## Dòng tộc
|  |  |  |  |          |          | Zeus/Jupiter | Zeus/Jupiter | Zeus/Jupiter | Zeus/Jupiter | Zeus/Jupiter       | Zeus/Jupiter       |                    |                    | Electra            | Electra            | Electra     | Electra     | Electra     | Electra     |                   |                 | Teucer          | Teucer          | Teucer          | Teucer          | Teucer          | Teucer          |                 |                 |         |         |         |         |         |         |         |         |  |  |  |  |  |  |
|  |  |  |  |          |          | Zeus/Jupiter | Zeus/Jupiter | Zeus/Jupiter | Zeus/Jupiter | Zeus/Jupiter       | Zeus/Jupiter       |                    |                    | Electra            | Electra            | Electra     | Electra     | Electra     | Electra     |                   |                 | Teucer          | Teucer          | Teucer          | Teucer          | Teucer          | Teucer          |                 |                 |         |         |         |         |         |         |         |         |  |  |  |  |  |  |
|  |  |  |  |          |          |              |              |              |              |                    |                    |                    |                    |                    |                    |             |             |             |             |                   |                 |                 |                 |                 |                 |                 |                 |                 |                 |         |         |         |         |         |         |         |         |  |  |  |  |  |  |
|  |  |  |  |          |          |              |              |              |              | Dardanus           | Dardanus           | Dardanus           | Dardanus           | Dardanus           | Dardanus           |             |             |             |             |                   |                 | Batea           | Batea           | Batea           | Batea           | Batea           | Batea           |                 |                 |         |         |         |         |         |         |         |         |  |  |  |  |  |  |
|  |  |  |  |          |          |              |              |              |              | Dardanus           | Dardanus           | Dardanus           | Dardanus           | Dardanus           | Dardanus           |             |             |             |             |                   |                 | Batea           | Batea           | Batea           | Batea           | Batea           | Batea           |                 |                 |         |         |         |         |         |         |         |         |  |  |  |  |  |  |
|  |  |  |  |          |          |              |              |              |              |                    |                    |                    |                    |                    |                    |             |             |             |             |                   |                 |                 |                 |                 |                 |                 |                 |                 |                 |         |         |         |         |         |         |         |         |  |  |  |  |  |  |
|  |  |  |  |          |          |              |              |              |              |                    |                    |                    |                    |                    |                    |             |             |             |             |                   |                 |                 |                 |                 |                 |                 |                 |                 |                 |         |         |         |         |         |         |         |         |  |  |  |  |  |  |
|  |  |  |  |          |          |              |              |              |              |                    |                    | Ilus               | Ilus               | Ilus               | Ilus               | Ilus        | Ilus        |             |             |                   |                 | Erichthonius    | Erichthonius    | Erichthonius    | Erichthonius    | Erichthonius    | Erichthonius    |                 |                 |         |         |         |         |         |         |         |         |  |  |  |  |  |  |
|  |  |  |  |          |          |              |              |              |              |                    |                    | Ilus               | Ilus               | Ilus               | Ilus               | Ilus        | Ilus        |             |             |                   |                 | Erichthonius    | Erichthonius    | Erichthonius    | Erichthonius    | Erichthonius    | Erichthonius    |                 |                 |         |         |         |         |         |         |         |         |  |  |  |  |  |  |
|  |  |  |  |          |          |              |              |              |              | Tros               |                    |                    |                    |                    |                    |             |             |             |             |                   |                 |                 |                 |                 |                 |                 |                 |                 |                 |         |         |         |         |         |         |         |         |  |  |  |  |  |  |
|  |  |  |  |          |          |              |              |              |              |                    |                    |                    |                    |                    |                    |             |             |             |             |                   |                 |                 |                 |                 |                 |                 |                 |                 |                 |         |         |         |         |         |         |         |         |  |  |  |  |  |  |
|  |  |  |  |          |          |              |              |              |              |                    |                    |                    |                    |                    |                    |             |             |             |             |                   |                 |                 |                 |                 |                 |                 |                 |                 |                 |         |         |         |         |         |         |         |         |  |  |  |  |  |  |
|  |  |  |  |          |          |              |              | Ilus         | Ilus         | Ilus               | Ilus               | Ilus               | Ilus               |                    |                    |             |             |             |             | Assaracus         | Assaracus       | Assaracus       | Assaracus       | Assaracus       | Assaracus       |                 |                 |                 |                 |         |         |         |         |         |         |         |         |  |  |  |  |  |  |
|  |  |  |  |          |          |              |              | Ilus         | Ilus         | Ilus               | Ilus               | Ilus               | Ilus               |                    |                    |             |             |             |             | Assaracus         | Assaracus       | Assaracus       | Assaracus       | Assaracus       | Assaracus       |                 |                 |                 |                 |         |         |         |         |         |         |         |         |  |  |  |  |  |  |
|  |  |  |  |          |          |              |              |              |              |                    |                    |                    |                    |                    |                    |             |             |             |             |                   |                 |                 |                 |                 |                 |                 |                 |                 |                 |         |         |         |         |         |         |         |         |  |  |  |  |  |  |
|  |  |  |  | Laomedon | Laomedon | Laomedon     | Laomedon     | Laomedon     | Laomedon     |                    |                    | Themiste           | Themiste           | Themiste           | Themiste           | Themiste    | Themiste    |             |             | Capys             | Capys           | Capys           | Capys           | Capys           | Capys           |                 |                 |                 |                 |         |         |         |         |         |         |         |         |  |  |  |  |  |  |
|  |  |  |  | Laomedon | Laomedon | Laomedon     | Laomedon     | Laomedon     | Laomedon     |                    |                    | Themiste           | Themiste           | Themiste           | Themiste           | Themiste    | Themiste    |             |             | Capys             | Capys           | Capys           | Capys           | Capys           | Capys           |                 |                 |                 |                 |         |         |         |         |         |         |         |         |  |  |  |  |  |  |
|  |  |  |  |          |          |              |              |              |              |                    |                    |                    |                    |                    |                    |             |             |             |             |                   |                 |                 |                 |                 |                 |                 |                 |                 |                 |         |         |         |         |         |         |         |         |  |  |  |  |  |  |
|  |  |  |  | Priam    | Priam    | Priam        | Priam        | Priam        | Priam        |                    |                    |                    |                    |                    |                    | Anchises    | Anchises    | Anchises    | Anchises    | Anchises          | Anchises        |                 |                 | Aphrodite/Venus | Aphrodite/Venus | Aphrodite/Venus | Aphrodite/Venus | Aphrodite/Venus | Aphrodite/Venus |         |         | Latinus | Latinus | Latinus | Latinus | Latinus | Latinus |  |  |  |  |  |  |
|  |  |  |  | Priam    | Priam    | Priam        | Priam        | Priam        | Priam        |                    |                    |                    |                    |                    |                    | Anchises    | Anchises    | Anchises    | Anchises    | Anchises          | Anchises        |                 |                 | Aphrodite/Venus | Aphrodite/Venus | Aphrodite/Venus | Aphrodite/Venus | Aphrodite/Venus | Aphrodite/Venus |         |         | Latinus | Latinus | Latinus | Latinus | Latinus | Latinus |  |  |  |  |  |  |
|  |  |  |  |          |          |              |              |              |              |                    |                    |                    |                    |                    |                    |             |             |             |             |                   |                 |                 |                 |                 |                 |                 |                 |                 |                 |         |         |         |         |         |         |         |         |  |  |  |  |  |  |
|  |  |  |  | Creusa   | Creusa   | Creusa       | Creusa       | Creusa       | Creusa       |                    |                    |                    |                    |                    |                    |             |             |             |             | Aeneas            | Aeneas          | Aeneas          | Aeneas          | Aeneas          | Aeneas          |                 |                 |                 |                 |         |         | Lavinia | Lavinia | Lavinia | Lavinia | Lavinia | Lavinia |  |  |  |  |  |  |
|  |  |  |  | Creusa   | Creusa   | Creusa       | Creusa       | Creusa       | Creusa       |                    |                    |                    |                    |                    |                    |             |             |             |             | Aeneas            | Aeneas          | Aeneas          | Aeneas          | Aeneas          | Aeneas          |                 |                 |                 |                 |         |         | Lavinia | Lavinia | Lavinia | Lavinia | Lavinia | Lavinia |  |  |  |  |  |  |
|  |  |  |  |          |          |              |              |              |              |                    |                    |                    |                    |                    |                    |             |             |             |             |                   |                 |                 |                 |                 |                 |                 |                 |                 |                 |         |         |         |         |         |         |         |         |  |  |  |  |  |  |
|  |  |  |  |          |          |              |              |              |              | Ascanius           | Ascanius           | Ascanius           | Ascanius           | Ascanius           | Ascanius           |             |             |             |             |                   |                 |                 |                 |                 |                 | Silvius         | Silvius         | Silvius         | Silvius         | Silvius | Silvius |         |         |         |         |         |         |  |  |  |  |  |  |
|  |  |  |  |          |          |              |              |              |              | Ascanius           | Ascanius           | Ascanius           | Ascanius           | Ascanius           | Ascanius           |             |             |             |             |                   |                 |                 |                 |                 |                 | Silvius         | Silvius         | Silvius         | Silvius         | Silvius | Silvius |         |         |         |         |         |         |  |  |  |  |  |  |
|  |  |  |  |          |          |              |              |              |              | Silvius            | Silvius            | Silvius            | Silvius            | Silvius            | Silvius            |             |             |             |             |                   |                 | Aeneas Silvius  | Aeneas Silvius  | Aeneas Silvius  | Aeneas Silvius  | Aeneas Silvius  | Aeneas Silvius  |                 |                 |         |         |         |         |         |         |         |         |  |  |  |  |  |  |
|  |  |  |  |          |          |              |              |              |              | Silvius            | Silvius            | Silvius            | Silvius            | Silvius            | Silvius            |             |             |             |             |                   |                 | Aeneas Silvius  | Aeneas Silvius  | Aeneas Silvius  | Aeneas Silvius  | Aeneas Silvius  | Aeneas Silvius  |                 |                 |         |         |         |         |         |         |         |         |  |  |  |  |  |  |
|  |  |  |  |          |          |              |              |              |              | Brutus của Britain | Brutus của Britain | Brutus của Britain | Brutus của Britain | Brutus của Britain | Brutus của Britain |             |             |             |             | Latinus Silvius   | Latinus Silvius | Latinus Silvius | Latinus Silvius | Latinus Silvius | Latinus Silvius |                 |                 |                 |                 |         |         |         |         |         |         |         |         |  |  |  |  |  |  |
|  |  |  |  |          |          |              |              |              |              | Brutus của Britain | Brutus của Britain | Brutus của Britain | Brutus của Britain | Brutus của Britain | Brutus của Britain |             |             |             |             | Latinus Silvius   | Latinus Silvius | Latinus Silvius | Latinus Silvius | Latinus Silvius | Latinus Silvius |                 |                 |                 |                 |         |         |         |         |         |         |         |         |  |  |  |  |  |  |
|  |  |  |  |          |          |              |              |              |              |                    |                    |                    |                    |                    |                    |             |             |             |             | Alba              |                 |                 |                 |                 |                 |                 |                 |                 |                 |         |         |         |         |         |         |         |         |  |  |  |  |  |  |
|  |  |  |  |          |          |              |              |              |              |                    |                    |                    |                    |                    |                    |             |             |             |             |                   |                 |                 |                 |                 |                 |                 |                 |                 |                 |         |         |         |         |         |         |         |         |  |  |  |  |  |  |
|  |  |  |  |          |          |              |              |              |              |                    |                    |                    |                    |                    |                    |             |             |             |             | Atys              |                 |                 |                 |                 |                 |                 |                 |                 |                 |         |         |         |         |         |         |         |         |  |  |  |  |  |  |
|  |  |  |  |          |          |              |              |              |              |                    |                    |                    |                    |                    |                    |             |             |             |             |                   |                 |                 |                 |                 |                 |                 |                 |                 |                 |         |         |         |         |         |         |         |         |  |  |  |  |  |  |
|  |  |  |  |          |          |              |              |              |              |                    |                    |                    |                    |                    |                    |             |             |             |             | Capys             |                 |                 |                 |                 |                 |                 |                 |                 |                 |         |         |         |         |         |         |         |         |  |  |  |  |  |  |
|  |  |  |  |          |          |              |              |              |              |                    |                    |                    |                    |                    |                    |             |             |             |             |                   |                 |                 |                 |                 |                 |                 |                 |                 |                 |         |         |         |         |         |         |         |         |  |  |  |  |  |  |
|  |  |  |  |          |          |              |              |              |              |                    |                    |                    |                    |                    |                    |             |             |             |             | Capetus           |                 |                 |                 |                 |                 |                 |                 |                 |                 |         |         |         |         |         |         |         |         |  |  |  |  |  |  |
|  |  |  |  |          |          |              |              |              |              |                    |                    |                    |                    |                    |                    |             |             |             |             |                   |                 |                 |                 |                 |                 |                 |                 |                 |                 |         |         |         |         |         |         |         |         |  |  |  |  |  |  |
|  |  |  |  |          |          |              |              |              |              |                    |                    |                    |                    |                    |                    |             |             |             |             | Tiberinus Silvius |                 |                 |                 |                 |                 |                 |                 |                 |                 |         |         |         |         |         |         |         |         |  |  |  |  |  |  |
|  |  |  |  |          |          |              |              |              |              |                    |                    |                    |                    |                    |                    |             |             |             |             |                   |                 |                 |                 |                 |                 |                 |                 |                 |                 |         |         |         |         |         |         |         |         |  |  |  |  |  |  |
|  |  |  |  |          |          |              |              |              |              |                    |                    |                    |                    |                    |                    |             |             |             |             | Agrippa           |                 |                 |                 |                 |                 |                 |                 |                 |                 |         |         |         |         |         |         |         |         |  |  |  |  |  |  |
|  |  |  |  |          |          |              |              |              |              |                    |                    |                    |                    |                    |                    |             |             |             |             |                   |                 |                 |                 |                 |                 |                 |                 |                 |                 |         |         |         |         |         |         |         |         |  |  |  |  |  |  |
|  |  |  |  |          |          |              |              |              |              |                    |                    |                    |                    |                    |                    |             |             |             |             | Romulus Silvius   |                 |                 |                 |                 |                 |                 |                 |                 |                 |         |         |         |         |         |         |         |         |  |  |  |  |  |  |
|  |  |  |  |          |          |              |              |              |              |                    |                    |                    |                    |                    |                    |             |             |             |             |                   |                 |                 |                 |                 |                 |                 |                 |                 |                 |         |         |         |         |         |         |         |         |  |  |  |  |  |  |
|  |  |  |  |          |          |              |              |              |              |                    |                    |                    |                    |                    |                    |             |             |             |             | Aventinus         |                 |                 |                 |                 |                 |                 |                 |                 |                 |         |         |         |         |         |         |         |         |  |  |  |  |  |  |
|  |  |  |  |          |          |              |              |              |              |                    |                    |                    |                    |                    |                    |             |             |             |             |                   |                 |                 |                 |                 |                 |                 |                 |                 |                 |         |         |         |         |         |         |         |         |  |  |  |  |  |  |
|  |  |  |  |          |          |              |              |              |              |                    |                    |                    |                    |                    |                    |             |             |             |             | Procas            |                 |                 |                 |                 |                 |                 |                 |                 |                 |         |         |         |         |         |         |         |         |  |  |  |  |  |  |
|  |  |  |  |          |          |              |              |              |              |                    |                    |                    |                    |                    |                    |             |             |             |             |                   |                 |                 |                 |                 |                 |                 |                 |                 |                 |         |         |         |         |         |         |         |         |  |  |  |  |  |  |
|  |  |  |  |          |          |              |              |              |              |                    |                    |                    |                    |                    |                    |             |             |             |             |                   |                 |                 |                 |                 |                 |                 |                 |                 |                 |         |         |         |         |         |         |         |         |  |  |  |  |  |  |
|  |  |  |  |          |          |              |              |              |              |                    |                    |                    |                    |                    |                    | Numitor     | Numitor     | Numitor     | Numitor     | Numitor           | Numitor         |                 |                 | Amulius         | Amulius         | Amulius         | Amulius         | Amulius         | Amulius         |         |         |         |         |         |         |         |         |  |  |  |  |  |  |
|  |  |  |  |          |          |              |              |              |              |                    |                    |                    |                    |                    |                    | Numitor     | Numitor     | Numitor     | Numitor     | Numitor           | Numitor         |                 |                 | Amulius         | Amulius         | Amulius         | Amulius         | Amulius         | Amulius         |         |         |         |         |         |         |         |         |  |  |  |  |  |  |
|  |  |  |  |          |          |              |              |              |              |                    |                    |                    |                    | Rhea Silvia        | Rhea Silvia        | Rhea Silvia | Rhea Silvia | Rhea Silvia | Rhea Silvia |                   |                 | Ares/Mars       | Ares/Mars       | Ares/Mars       | Ares/Mars       | Ares/Mars       | Ares/Mars       |                 |                 |         |         |         |         |         |         |         |         |  |  |  |  |  |  |
|  |  |  |  |          |          |              |              |              |              |                    |                    |                    |                    | Rhea Silvia        | Rhea Silvia        | Rhea Silvia | Rhea Silvia | Rhea Silvia | Rhea Silvia |                   |                 | Ares/Mars       | Ares/Mars       | Ares/Mars       | Ares/Mars       | Ares/Mars       | Ares/Mars       |                 |                 |         |         |         |         |         |         |         |         |  |  |  |  |  |  |
|  |  |  |  |          |          |              |              |              |              |                    |                    |                    |                    |                    |                    |             |             |             |             |                   |                 |                 |                 |                 |                 |                 |                 |                 |                 |         |         |         |         |         |         |         |         |  |  |  |  |  |  |
|  |  |  |  |          |          |              |              |              |              |                    |                    |                    |                    |                    |                    |             |             |             |             |                   |                 |                 |                 |                 |                 |                 |                 |                 |                 |         |         |         |         |         |         |         |         |  |  |  |  |  |  |
|  |  |  |  |          |          |              |              |              |              | Hersilia           | Hersilia           | Hersilia           | Hersilia           | Hersilia           | Hersilia           |             |             | Romulus     | Romulus     | Romulus           | Romulus         | Romulus         | Romulus         |                 |                 | Remus           | Remus           | Remus           | Remus           | Remus   | Remus   |         |         |         |         |         |         |  |  |  |  |  |  |
|  |  |  |  |          |          |              |              |              |              | Hersilia           | Hersilia           | Hersilia           | Hersilia           | Hersilia           | Hersilia           |             |             | Romulus     | Romulus     | Romulus           | Romulus         | Romulus         | Romulus         |                 |                 | Remus           | Remus           | Remus           | Remus           | Remus   | Remus   |         |         |         |         |         |         |  |  |  |  |  |  |
|  |  |  |  |          |          |              |              |              |              |                    |                    |                    |                    |                    |                    |             |             |             |             |                   |                 |                 |                 |                 |                 |                 |                 |                 |                 |         |         |         |         |         |         |         |         |  |  |  |  |  |  |
|  |  |  |  |          |          |              |              |              |              |                    |                    |                    |                    | Những vị vua La Mã |                    |             |             |             |             |                   |                 |                 |                 |                 |                 |                 |                 |                 |                 |         |         |         |         |         |         |         |         |  |  |  |  |  |  |